# Закон перехода количественных изменений в качественные
Закон перехода количественных изменений в качественные в диалектике Гегеля и материалистической диалектике, а также ряде близких философских концепций — всеобщий закон развития природы, материального мира, человеческого общества и мышления. Закон сформулирован Фридрихом Энгельсом в результате интерпретации логики Гегеля и философских работ Карла Маркса. Закон перехода количества в качество является частным случаем принципа двойственности и выражается в том, что часть совокупности элементов переходит из области большей масштабности [количественная характеристика] в область большей функциональности [качественная характеристика]. Хорошим примером перехода из области масштабности в область функциональности является создание Многофункциональных центров (МФЦ).

## Формулировка и содержание закона
Гегель отрицал абсолютность качеств и считал, в отличие от Аристотеля, что всякое новое качество есть лишь результат накопившихся количественных изменений. В подтверждение своего тезиса Гегель приводил изменения агрегатного состояния вещества: плавление, кипение и т. п. — где появление нового качества, например текучести, есть результат количественных изменений, например, увеличения температуры.
Предметом закона является переход от незначительных и скрытых, постепенных количественных изменений к изменениям коренным, открытым — качественным, где качественные изменения наступают не случайно, а закономерно, вследствие накопления незаметных и постепенных количественных изменений, не постепенно, а быстро, внезапно, в виде скачкообразного перехода от одного состояния к другому состоянию, через ломку линейного закона изменения и перехода к нелинейным законам и формам изменения. Закон перехода количественных изменений в новое качество — момент закона развития меры.
Основа закона — взаимосвязь двух свойств — качества и количества.
Для описания, любое явление можно «расщепить» на качественную и количественную определенности. Категория «качество» обозначает такую определённость явления, которая отличает предмет среди других, делает его тем, что он есть. Количество выражает то общее, что свойственно разным вещам, в чем они сходны, является совокупностью множеств и величин, характеризующих вещь. Найти количественную определенность вещи — значит сравнить её с другой, обладающей тем же свойством.
Несмотря на существенные различия, количество и качество рассматриваются в диалектическом материализме как части одного целого, представляющие собой стороны одного и того же предмета. Это единство называется мерой и представляет собой границу, определяющую пределы возможного количественного изменения в рамках данного качества.
Переход количественных изменений за пределы меры (как интервала количественных изменений, в пределах которого сохраняется качественная определенность предмета) ведет к изменению качества предмета, то есть к его развитию. В этом и заключается закон перехода количества в качество — развитие осуществляется путём накопления количественных изменений в предмете, что приводит к выходу за пределы меры и скачкообразному переходу к новому качеству.
При преодолении меры количественные изменения влекут за собой качественное преобразование. Таким образом, развитие выступает как единство двух стадий — непрерывности и скачка. Непрерывность в развитии — стадия медленных количественных накоплений, она не затрагивает качества и выступает как процесс увеличения или уменьшения существующего. Скачок — стадия коренных качественных изменений предмета, момент или период превращения старого качества в новое. Эти изменения протекают сравнительно быстро даже тогда, когда принимают форму постепенного перехода.
Следует заметить, что само по себе количество не переходит в качество. Обычно определённые количественные изменения приводят к изменению параллельно сопутствующих качеств. При этом количество переходит в другое количество, а качество при определённом изменении количества превращается в другое качество. Широко употребляемое выражение «переход количества в качество» фактически является неточной формулировкой и может сбить с толку тех, кто не знаком с данным вопросом.
Принцип перехода от количественных изменений к качественным получил существенное развитие и конкретизацию в синергетике. Значительно детализированы и углублены знания о переходах (скачках) на всех уровнях развития материи, от элементарных частиц до общества.
Примеры:
- Логика: Закон обратного отношения между содержанием и объемом понятия;
- Химия: Таблица Менделеева: добавление 1 протона для химического элемента приводит к качественному изменению химических и физических свойств;
- Биология: Принцип олигомеризации гомологичных органов.

## Примеры меры и скачка
- Мера существования воды в качестве жидкости — интервал от 0 до 100 °С[3];
- Мера (как изменение количества, которое не приводит к качественным изменениям):
  - та доза алкоголя, которая не превращает данного человека из трезвого в пьяного;
  - рост ребенка, не препятствующий ему надевать данные предметы одежды и обуви;
- Скачок (как переход в новое качество):
  - из трезвого в пьяного, который больше не способен соображать и двигаться;
  - когда одежда и обувь в определенный момент становятся ребенку малы;
- Для редактора отдела важно учитывать, что накопление количественных изменений происходит всегда, и, отслеживая их, можно предугадать качественные превращения — то, что в СМИ собственно и называется «событиями»[5].

## В синергетике
В термодинамике неравновесных процессов (Илья Пригожин) центральным является представление о бифуркациях. Скачки происходят в точках бифуркаций — критических состояниях системы, при которых система становится неустойчивой относительно флуктуаций и возникает неопределенность: станет ли состояние системы хаотическим или она перейдет на новый, более дифференцированный и высокий уровень упорядоченности. Примером неустойчивого состояния, ведущего к бифуркации, является положение в стране во время революции. Так как направление скачка определяется флуктуациями, будущее в принципе не предсказуемо, в то же время любой человек, вообще говоря, может определить ход истории. Скачки в точках бифуркации приводят как к прогрессу, так и к регрессу.
В теории катастроф (Р. Том, Франция; В. И. Арнольд, Россия), внимание сосредоточено на таком важном аспекте, как возможность возникновения скачков (катастроф) в качестве внезапного ответа на небольшие, плавные изменения внешних условий. Она применялась к исследованию сокращений сердца, в оптике, эмбриологии, лингвистике, экспериментальной психологии, экономике, гидродинамике, геологии и теории элементарных частиц. На основе теории катастроф проводится исследование устойчивости кораблей, моделирование деятельности мозга и психических расстройств, восстаний заключённых в тюрьмах, поведения биржевых игроков, влияния алкоголя на водителей транспортных средств.
Два описанных направления вместе с другими (Г. Хакен, Германия; Г. П. Менчиков; С. П. Курдюмов; Е. Н. Князева) принято рассматривать как новое междисциплинарное научное направление, называемое синергетикой. Предложены различные схемы взаимоотношений между диалектикой и синергетикой, в том числе представления о синергетике как о составной части диалектики или о перерастании диалектики в синергетику.

## Механизмы резкой смены качества
Хотя закон, по сути, является эмпирическим (обобщает наблюдаемые явления) и философским, то есть — описательным, он находит своё отражение и в тех явлениях, которые описываются конкретными (численными) показателями «количества» («вход системы») и «качества» («выход системы»).
Конкретные причины, вызывающие скачок перемены «качества» (состояния одного из выходов системы) при плавном изменении «количества» (одного из входов системы), различны для каждого явления.